# Jantarowy Szlak
Szlak Jantarowy – szlak pieszy koloru żółtego o numerze 1556, wzdłuż Bursztynowego Wybrzeża, Mierzei Wiślanej. Jest fragmentem Europejskiego długodystansoweg szlaku pieszego E9.

## Opis szlaku
Szlak rozpoczyna się w Mikoszewie przy przeprawie promowej. Następnie wiedzie przez nadmorskie lasy przechodząc przez miejscowość Jantar i Stegna. Dalej przechodzi koło KL Stutthof, za Sztutowem wchodzi na teren Parku Krajobrazowego Mierzeja Wiślana. Przechodzi przez Przebrno, gdzie przekracza dawną granicę Wolnego Miasta Gdańska. Cały czas wiedzie lasami na wschód do Wielbłądziego Grzbietu, gdzie zawraca w kierunku zachodnim. Kończy bieg w porcie jachtowym w Krynicy Morskiej.

## Przebieg szlaku[2]
Mikoszewo – Jantar-Leśniczówka – Jantar – Jantar Młyn – Junoszyno – Stegna – Sztutowo – Kąty Rybackie – Skowronki – Przebrno – Krynica Morska – Wielbłądzi Grzbiet – Krynica Morska